# Kurt Alder
Kurt Alder (10. července 1902 Königshütte, Horní Slezsko – 20. června 1958 Kolín nad Rýnem, Německo) byl německý chemik. Za objev a rozvoj syntézy dienů mu byla udělena roku 1950 Nobelova cena.

## Život
K chemii se dostal nejdříve při studiu na Univerzitě Fridricha Viléma v Berlíně a později studoval také na univerzitě v Kielu u Otto Dielse. V roce 1926 zde také obhájil svoji doktorskou práci a započal spolupráci se svým učitelem Dielsem. V roce 1936 odešel do vědecké laboratoře firmy IG Farben na pozici vedoucího oddělení. Na univerzitě v Kolíně nad Rýnem vyučoval a prováděl pokusy od roku 1940, kdy se z něj stal profesor experimentální chemie a chemické technologie.

## Objevy
V roce 1928 spolupracovali s profesorem Otto Dielsem na vývoji nové metody syntézy dienů. Reakce je po nich pojmenovaná jako Dielsova–Alderova reakce (či Dielsova–Alderova cykloadice) Pro tyto sloučeniny se rozhodli dát název polymery. Zajímal se a zkoumal také stereochemické procesy dienové syntézy. U firmy IG Farben ho zajímala polymerizace butadienu a kopolymerizace butadienu a styrenu, což ho dovedlo k objevu syntetického kaučuku – tzv. buny. Jeho práce se hodily jak v průmyslové výrobě plastických hmot, tak v průmyslovém zpracování surovin, které se získávají krakováním ropy.

## Ocenění
V roce 1979 byl jeho jménem pojmenován kráter na Měsíci Alder.